# Stuck in the Middle
〈Stuck In The Middle〉是韓國女子團體BABYMONSTER的數位單曲，於2024年2月1日由YG娛樂以及KT音樂發行，另有7人版本及混音版本收錄於首張韓語迷你專輯《BABYMONS7ER》中。